# Enztal-Gymnasium Bad Wildbad
Das Enztal-Gymnasium Bad Wildbad, regional auch als ETG bezeichnet, ist ein Gymnasium in Bad Wildbad in Baden-Württemberg. Das Gymnasium geht auf die Oberschule für Jungen der Gemeinde zurück, die 1938 gegründet wurde.

## Geschichte
Im Frühjahr 1938 wurde die Oberschule für Jungen gegründet, welche im Gebäude der Wilhelmsschule in Bad Wildbad untergebracht war. Ab dem Jahre 1945 war es möglich, Englisch und Französisch als Fremdsprache zu erlernen, zuvor gab es Latein und Englisch. 1953 wurde die Schule umbenannt in Progymnasium Wildbad. Das bedeutet, dass es ein Gymnasium ohne Oberstufe war, also bis zur 10. Klasse. Die Schüler wechselten danach meist auf das Gymnasium in Neuenbürg oder auf ein berufliches Gymnasium. 1971 folgte der Umzug der Schule in die Paulinenstraße 39, wo sich auch heutzutage noch das Schulgebäude befindet. Im Jahre 1994 wurde der Antrag auf den Ausbau des Gymnasiums mit Oberstufe von der Stadt genehmigt. 1995 wurde der Einzugsbereich des Gymnasiums um die Gemeinden Schömberg, Höfen, Dobel und Oberreichenbach erweitert. Aufgrund der daraus resultierenden steigenden Schülerzahlen und der folgenden Dreizügigkeit der einzelnen Klassenstufen wurde in den Jahren 1998–2001 das Schulgebäude ausgebaut. Zwischenzeitlich wurde Spanisch als 3. Fremdsprache in das sprachliche Profil der Schule aufgenommen. Im Juni 2004 absolviert der erste Jahrgang das Abitur am Enztal-Gymnasium.

## Profil und Charakteristik
Die gymnasiale Schulzeit kann in acht Jahre (G8) oder neun Jahre (G9) eingeteilt werden. Am Enztal-Gymnasium wurde, seitdem es ein Gymnasium mit Oberstufe ist, die Schulzeit in acht Jahren abgeschlossen. Als es 2012 den Schulversuch Zwei Geschwindigkeiten zum Abitur gab, kam der Wunsch der Schule auf, zu den Versuchsschulen dazuzugehören. Ein Jahr später wurde das Enztal-Gymnasium in die zweite Tranche der Versuchsschulen aufgenommen, sodass im Schuljahr 2013/2014 erstmals 92 Schüler für den G9-Zug angemeldet wurden. Seit 2014 beginnt jedes Schuljahr am Enztal-Gymnasium mit drei G9-Klassen in der Klassenstufe 5. Im Juli 2020 absolvierte der letzte G8-Jahrgang das Abitur.

## Schulleben und Besonderheiten
Am Enztal-Gymnasium Bad Wildbad bestehen folgende Angebote und Besonderheiten:
- Warmes Mittagessen am Enztal-Gymnasium: Angebot für die Mittagspause[7]
- Arbeitsgemeinschaften: Mehrere AGs, die gewöhnlich jährlich angeboten werden (beispielsweise Ersthelfer-AG, Handball-AG, Kajak-AG, Musical-AG, Orchester-AG, Schach-AG, Theater-AG, Französisch- und/oder Spanisch-AG, Up-Cycling-AG)[8]
- Begabtenförderung/Hector-Seminar[9]
- Hausaufgabenbetreuung: für die Klassenstufen 5 und 6, unter der Aufsicht von Lehrern und Schülermentoren[10]
- Schülermentoren: Seit Februar 2008 haben Schülermentoren im Rahmen Hausaufgabenbetreuung ihre Arbeit aufgenommen[11]
- Jugendbegleiter: Jugendbegleiter-Programm des Landes, systematische Mittags- und Nachmittagsbetreuung[12]
- Berufs- und Studienorientierung: Beratung von der Bundesagentur für Arbeit Calw/Nagold[13]
- Schülerbibliothek[14]
- Schüleraustausch: Frankreichaustausch, Spanienaustausch, Englandaustausch[15]
- Schulpastorale Angebote: Unterstützung der Persönlichkeitsentwicklung, Schritte in den Tag[16]
- Schulsozialarbeit[17]